# La Liga – A hónap védése díj

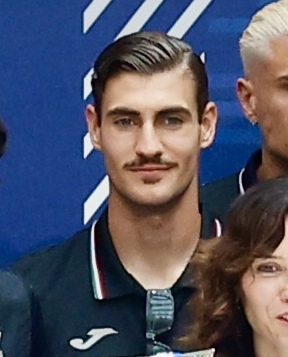
Diego Conde nyerte el a díjat először, összesen kétszer.

A La Liga-ban a hónap védése díjat az a kapus kapja meg, aki az adott hónapban a legjobb védést tudta bemutatni. A díjat először a 2024–2025-ös szezonban adták át.
Az első díjazott a Villarreal kapusa, Diego Conde volt, aki a Sevilla elleni dupla védésével érdemelte ki az elismerést. Emellett Conde volt az első játékos is, aki kétszer nyerte el a díjat. 2025 februárjában és márciusában az Espanyol kapusa, Joan García lett a díjazott, így ő lett az első, aki egymást követő hónapokban is megkapta az elismerést.
A díj legutóbbi, 2025. áprilisi díjazottja a Sevilla játékosa, Ørjan Nyland.

## Győztesek
| Játékos (X) | A játékos neve és addigi díjainak száma (ha egynél többször nyert). |
| Dőlt        | Hazai csapat                                                        |
|             | La Liga – A szezon védése                                           |

| Hónap      | Év        | Nemzetiség    | Játékos             | Csapat          | Ellenfél       | Dátum                | For.                |
| 2024–2025  | 2024–2025 | 2024–2025     | 2024–2025           | 2024–2025       | 2024–2025      | 2024–2025            | 2024–2025           |
| ---------- | --------- | ------------- | ------------------- | --------------- | -------------- | -------------------- | ------------------- |
| Augusztus  | 2024      | Spanyolország | Diego Conde (1)     | Villarreal      | Sevilla        | 2024. augusztus 23.  | [ 1 ] [ 6 ]         |
| Szeptember | 2024      | Szerbia       | Marko Dmitrović (1) | Leganés         | Getafe         | 2024. szeptember 22. | [ 7 ] [ 8 ]         |
| Október    | 2024      | Szlovénia     | Jan Oblak           | Atlético Madrid | Real Sociedad  | 2024. október 6.     | [ 9 ] [ 10 ] [ 11 ] |
| November   | 2024      | Spanyolország | Diego Conde (2)     | Villarreal      | Alavés         | 2024. november 9.    | [ 2 ] [ 12 ]        |
| December   | 2024      | Szerbia       | Marko Dmitrović (2) | Leganés         | Barcelona      | 2024. december 15.   | [ 13 ] [ 14 ]       |
| Január     | 2025      | Spanyolország | Sergio Herrera      | Osasuna         | Rayo Vallecano | 2025. január 19.     | [ 15 ] [ 16 ]       |
| Február    | 2025      | Spanyolország | Joan García (1)     | Espanyol        | Real Sociedad  | 2025. február 9.     | [ 3 ] [ 17 ]        |
| Március    | 2025      | Spanyolország | Joan García (2)     | Espanyol        | Girona         | 2025. március 10.    | [ 4 ] [ 18 ]        |
| Április    | 2025      | Norvégia      | Ørjan Nyland        | Sevilla         | Valencia       | 2025. április 11.    | [ 5 ] [ 19 ]        |
| 2025–2026  |           |               |                     |                 |                |                      |                     |

## Többszörös győztesek
A 2025. áprilisi díjazással bezárólag.
- Vastaggal jelzett játékosok jelenleg is aktívak a spanyol bajnokságban.

| #  | Játékos         | Díjak |
| -- | --------------- | ----- |
| 1. | Diego Conde     | 2     |
| 1. | Marko Dmitrović | 2     |
| 1. | Joan García     | 2     |

## Csapatok szerint
A 2025. áprilisi díjazással bezárólag.
| Csapat          | Játékosok | Győzelmek |
| --------------- | --------- | --------- |
| Espanyol        | 1         | 2         |
| Leganés         | 1         | 2         |
| Villarreal      | 1         | 2         |
| Atlético Madrid | 1         | 1         |
| Osasuna         | 1         | 1         |
| Sevilla         | 1         | 1         |

## Nemzetiségek szerint
A 2025. áprilisi díjazással bezárólag.
| Ország        | Játékosok | Győzelmek |
| ------------- | --------- | --------- |
| Spanyolország | 3         | 5         |
| Szerbia       | 1         | 2         |
| Norvégia      | 1         | 1         |
| Szlovénia     | 1         | 1         |